# Krasňany
Krasňany este o comună slovacă, aflată în districtul Žilina din regiunea Žilina, pe malul râului Varínka⁠(d). Localitatea se află la altitudinea de 383 m deasupra n.m., se întinde pe o suprafață de 15,18 km2 și în 2017 număra 1.538 de locuitori.

## Istoric
Localitatea Krasňany este atestată documentar din 1354.

## Demografie
| An:                | 1994 | 2004    | 2014    | 2024    |
| ------------------ | ---- | ------- | ------- | ------- |
| Număr de persoane: | 1118 | 1231    | 1466    | 1669    |
| Diferență:         |      | +10,10% | +19,09% | +13,84% |

| An:                | 2023 | 2024   |
| ------------------ | ---- | ------ |
| Număr de persoane: | 1660 | 1669   |
| Diferență:         |      | +0,54% |